# Periplo

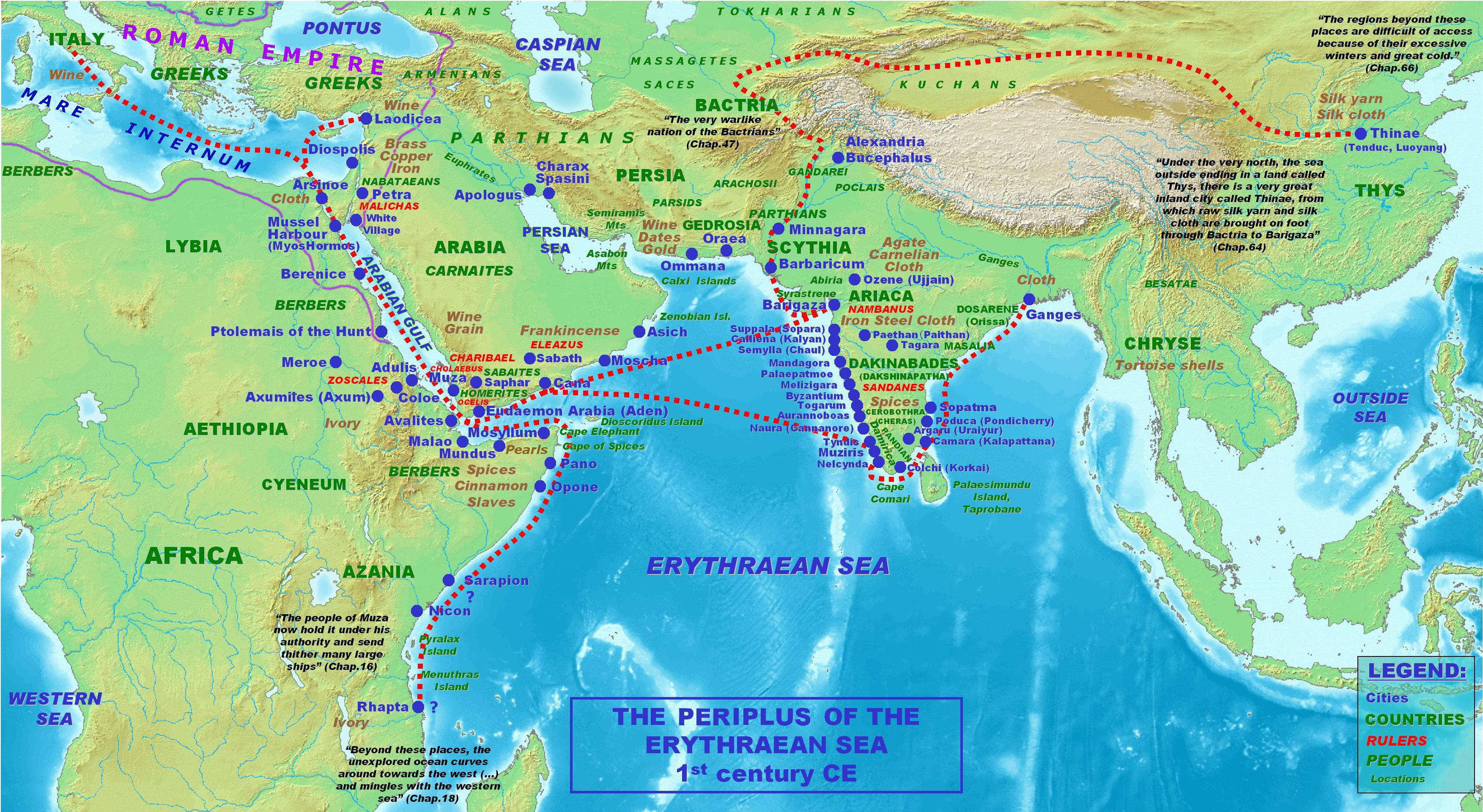
Periplo del Mar Eritreo. Rutas descritas y lugares mencionados

Un periplo (del griego περίπλους, «navegación alrededor», cuyo equivalente latino es navigatio, «navegación») es un tipo de documento antiguo que contenía el conjunto de observaciones hechas en un viaje por mar que podían ser útiles a los navegantes futuros: distancias entre puntos, descripciones de la costa, vientos, corrientes, bancos de arena, puertos, fondeaderos, aprovisionamiento, etc. Era utilizado por los navegantes fenicios, griegos y romanos.
Por extensión, se usa el término periplo como una forma literaria de describir un viaje lleno de experiencias variadas.

## Características del género
Estos testimonios geográficos constituyen una literatura náutica primitiva, y con un evidente carácter práctico. Una “literatura” destinada por entero a las labores de los hombres de mar, interesada solo por los temas útiles a tales fines y que, por tanto, carecería incluso de miras científicas. Actualmente existen en todo buque (y son exigidas por las reglamentaciones) este tipo de publicaciones, compuestas en general de varios tomos. Su nombre en español es derrotero.

(…) La velocidad en la navegación para los antiguos marinos mercantes dependía del viento: cuando era favorable, soplando por las aletas, un barco podía hacer entre 4 y 6 nudos;  contra el viento sólo 2 nudos o poco más. Un propietario generalmente acompañaba a su barco en los viajes, pero dejaba el gobierno al “kybernetes” (en lengua griega: timonel o piloto. El que gobierna o conduce una nave), al capitán contratado, y a una tripulación de esclavos. Los marinos aún se guiaban por las estrellas de noche, y durante el día con señales de tierra, con la dirección del viento, y con su intuición. Pero ahora tenían una nueva ayuda. Alrededor de mediados del siglo IV a. C. un geógrafo llamado Scylax el Joven publicó el primer Periplo: un “Derrotero” que describía el circuito de las costas del Mediterráneo, con denominación de puertos y ríos, dando distancias entre puntos, informando dónde podía proveerse de agua potable, etc.
Lionel Casson, 1959

(...) La  navegación costera era para los marinos de la antigüedad la más habitual. Antes que una carta náutica, que podría ser empleada para navegar entre dos puertos atravesando un mar desconocido, sin rutas marcadas,  era más útil para ellos una información escrita sobre el mar que efectivamente iban a navegar y las costas que tenían que recorrer, una descripción de los puertos, los bancos, las corrientes, los vientos y los  fondeaderos apropiados...
Edward Luther Stevenson, PH.D., 1911

Efectivamente, todas las expediciones de exploración marítima de los fenicios tuvieron esta característica. González Ponce, especialista en el género, detalla los rasgos que identifican a un periplo. Uno de los principales es la descripción unidireccional.

## Periplos existentes
Entre los periploi conocidos que han sobrevivido se pueden mencionar:
- Circunnavegación fenicia de África ordenada por el faraón Necao II (616 a. C.). Descrito por Heródoto.

- El Periplo de Hannón. Exploración cartaginesa que describe la costa de África desde el actual Marruecos hasta un punto indeterminado.

- El Periplo massaliota. Descripción de las rutas comerciales a lo largo de las costas de la Europa atlántica, que posiblemente data del siglo VI a. C.

- El Periplo de Nearco. (326 a. C.) Almirante de Alejandro Magno, desde la boca del Indo hasta el río Éufrates. Relatado por Flavio Arriano.[6]

- En el Océano (Περί του Ωκεανού). Obra de Piteas, navegante griego de Masalia (siglo IV a. C.). El texto no ha sobrevivido y tan sólo se conservan algunos restos y citas o paráfrasis en autores posteriores, en especial en la obra de Avieno, Ora maritima.

- El Periplo de Pseudo-Escílax (siglo IV o III a. C.). Viaje alrededor del mar Mediterráneo, incluyendo el [mar Negro] y las costas de África más allá de las Columnas de Hércules.

- El Periplo de Pseudo Escimno de Quíos. Data de alrededor de 110 a. C.[7]

- El Periplo por la Mar Eritrea. Obra escrita por un alejandrino romanizado del siglo I. Se da el itinerario costero del mar Rojo (Eritreo), comenzando en el puerto de Berenice. Más allá del mar Rojo, el manuscrito describe la costa de India hasta el río Ganges y la costa oriental de África (llamada Azania).

- El Estadiasmo o Periplo del mar Grande. Anónimo de mediados del siglo I d. C.[8]

- El Periplo del Ponto Euxino de Arriano. Descripción de las rutas comerciales a lo largo de las costas del mar Negro, escrita por Flavio Arriano en 130 - 131 d. C.

- El Periplo del Mar Exterior. Marciano de Heraclea ( ca. 400 d. C.)

- Periplo del Mar Interior o Epítome del Periplo de Menipo, de Menipo de Pérgamo. Recorrido completo por la cuenca mediterránea. (Europa, Libia y Asia) en sentido antihorário, partiendo del Helesponto. Escrito por Marciano de Heraclea ( ca. 400 d. C.)

- El Periplo anónimo del Ponto Euxino. Compilación de mediados del siglo VI d. C.